# Гвоздовка (Одесская область)
Гвоздовка (укр. Гвоздівка) — село, относится к Николаевскому району Одесской области Украины.
Население по переписи 2001 года составляло 316 человек. Почтовый индекс — 67031. Телефонный код — 8-04857. Занимает площадь 0,63 км². Код КОАТУУ — 5123583002.

## Местный совет
67030, Одесская обл., Николаевский р-н, с. Новопетровка, ул. Школьная